# La casa de las sombras
La casa de las sombras es una película coproducción de Argentina y Estados Unidos filmada en Eastmancolor dirigida por Ricardo Wullicher sobre el guion de  Enrique Torres Tudela y Sam Benedict que se produjo en 1976 pero nunca fue estrenada comercialmente en Argentina, si bien fue proyectada en televisión por cable. En la República Federal de Alemania fue exhibida en julio de 1986 y tuvo como actores principales a Yvonne de Carlo,  John Gavin, Leonor Manso y Mecha Ortiz. Fue el último filme de Mecha Ortiz y el director de fotografía fue el futuro director de cine Aníbal Di Salvo. Su título en inglés fue House of shadows.

## Sinopsis
El misterio de la muerte de una mujer ocurrida a principios del siglo XX en una casona es resuelto décadas después con una sosías de la víctima.

## Reparto
- Yvonne de Carlo … Mrs. Howard
- John Gavin … Roland Stewart
- Leonor Manso … Audrey Christiansen / Catherine Webster
- Mecha Ortiz … Mrs. Randall
- Roberto Airaldi
- Germán Kraus
- Ricardo Castro Ríos
- Nora Cullen
- Walter Soubrié
- Domingo Basile
- Iris Morenza
- Evangelina Massoni
- Arnold Meyle
- Raúl Florido
- Ruth Adams
- Kenneth Taylor
- Edith Green
- William Tate
- Tim Hogard
- Susan Oliver
- Kenneth Andrew
- Jenny Wilson
- Carol Barrett
- James Logan
- Frances Moore